# Arenavirus
Arenavirus är ett släkte av virus inom familjen Arenaviridae.

## Namnet
Namnet arenavirus kommer ursprungligen från latinska ordet arena som betyder sand. Familjen fick sitt namn tack vare att det första arenaviruset såg sandigt ut när man tittade på det i ett elektronmikroskop.
Det första arenaviruset, Lymfocytisk koriomeningitvirus, upptäcktes 1933 i St. Louis. Viruset visade sig orsaka hjärnhinneinflammation hos människor och hade sitt ursprung hos husmusen. På 1960-talet upptäcktes fler arenavirus, bland annat Lassavirus. Virusfamiljen Arenaviridae består av fem släkten med totalt 60 olika virusarter som främst infekterar gnagare, reptiler och fiskar.

## Struktur
Arenavirusens arvsmassa utgörs av två eller tre enkelsträngade RNA-molekyler som har ambisense polaritet, vilket innebär att en del av RNA-strängen kan translateras direkt medan en annan del först måste transkriberas innan den kan translateras (Figur 2). RNA-strängarna kallas small (S), medium (M) och large (L), där ett virus med enbart två strängar endast har S-RNA och L-RNA. L-RNA-strängens storlek är 7,3 kilobaspar (kb) medan S-RNA-strängens är 3,5kb.
Strängarna kodar för tre till fyra olika typer av proteiner, där kärnproteinet (Eng. nuclear protein [NP]) är ett av dem. NP kodas av S-RNA och formar en kapsel runt RNA-strängarna. Ett annat protein är L-proteinet, som kodar för virusens RNA-beroende RNA-polymeras som replikerar virusgenomet. De två övriga proteinerna är ett glykoprotein och Z-proteinet. Glykoproteinerna sitter på utsidan av viruspartikeln och kodas av antingen S-RNA eller M-RNA, beroende på hur många RNA-strängar virusets genom har. Strukturen hos glykoproteiner är ännu okänd hos Antennavirus och Innmovirus. Z-proteinet binder zink, kodas av L-RNA och reglerar virusets replikation och transkription. Z-proteinet förekommer endast hos två virussläkten: Mammarenavirus och Reptarenavirus.
Viruspartiklarna, som även kallas virion, har ett yttre skal som är uppbyggt av lipider och glykoproteiner. Lipiderna bildar ett tätt dubbelmembran vars yta täcks med glykoproteinutskott som ser ut som klubbliknande nitar genom membranet (Figur 2). Dessa utskott består av två olika glykoproteiner [GP1 och GP2] och hos vissa virusarter finns även en tredje SSP-peptid. Viruspartikeln är pleomorfisk med diameter som kan variera från 40 till 200 nm.

## Taxonomi

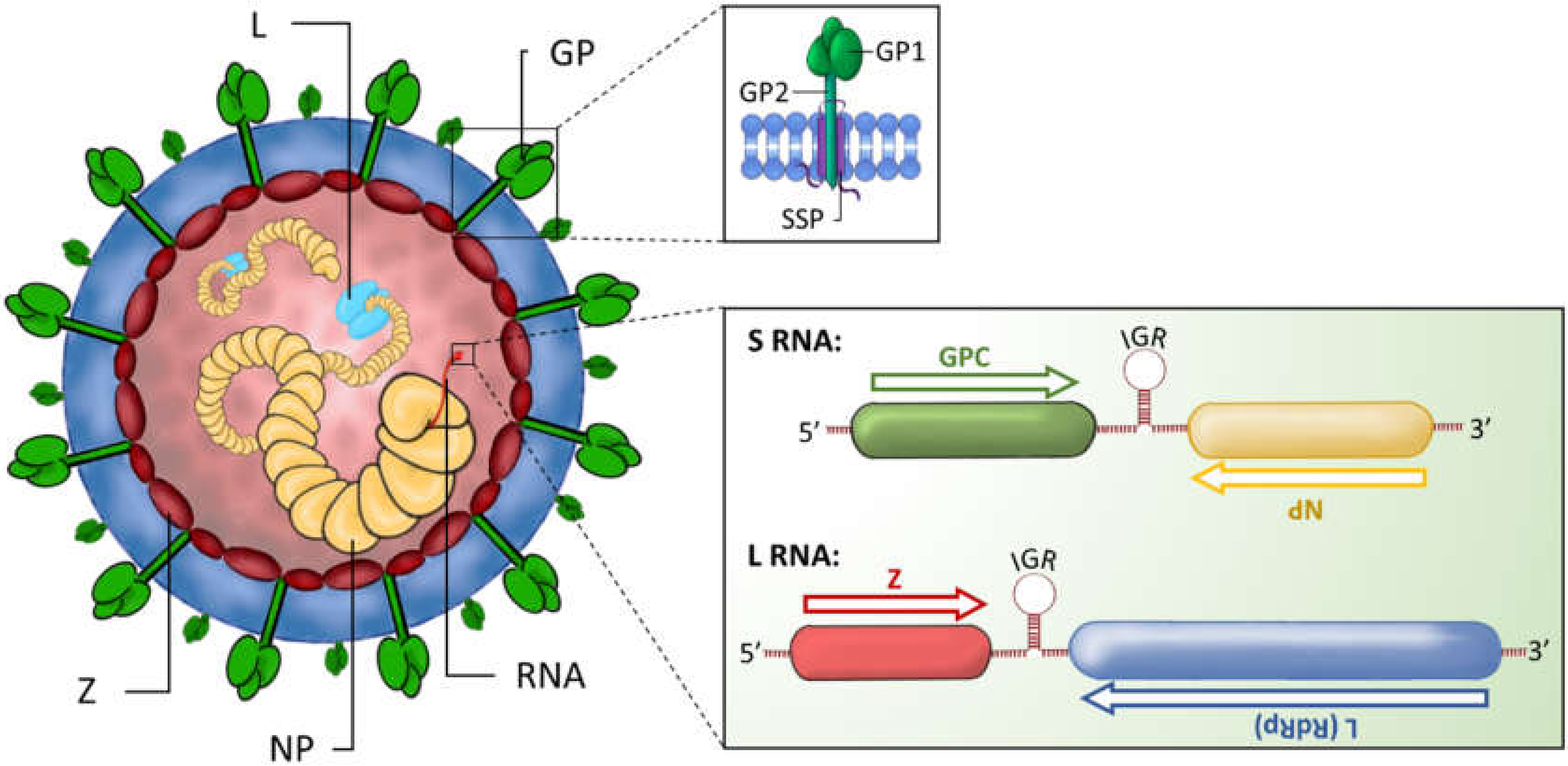
Figur 2. Mammarenavirusets struktur och genomkomposition.

Familjen arenavirus består idag av fem släkten med totalt 60 arter. Släktena heter Antennavirus, Hartmanivirus, Reptarenavirus, Mammarenavirus och Innmovirus. Antalet virusarter i dess släkter varierar, där Mammarenavirus har flest med sina 43 arter.
Släktena är uppdelade baserat på virionets struktur samt vilka värdar de infekterar. Antennavirus infekterar fiskar. Hartmanivirus och Reptarenavirus infekterar reptiler men är uppdelade på två olika släkten på grund av att de har olika struktur. Innmovirus har ännu inga kända värdar eftersom släktets enda art hittades i prover från flodsediment. Mammarenavirus infekterar främst gnagare, men vissa av släktets arter infekterar andra djur som fladdermöss och fästingar. Flera arenavirusarter kan infektera människa, exempelvis Lujovirus och Lassavirus.

## Livscykel

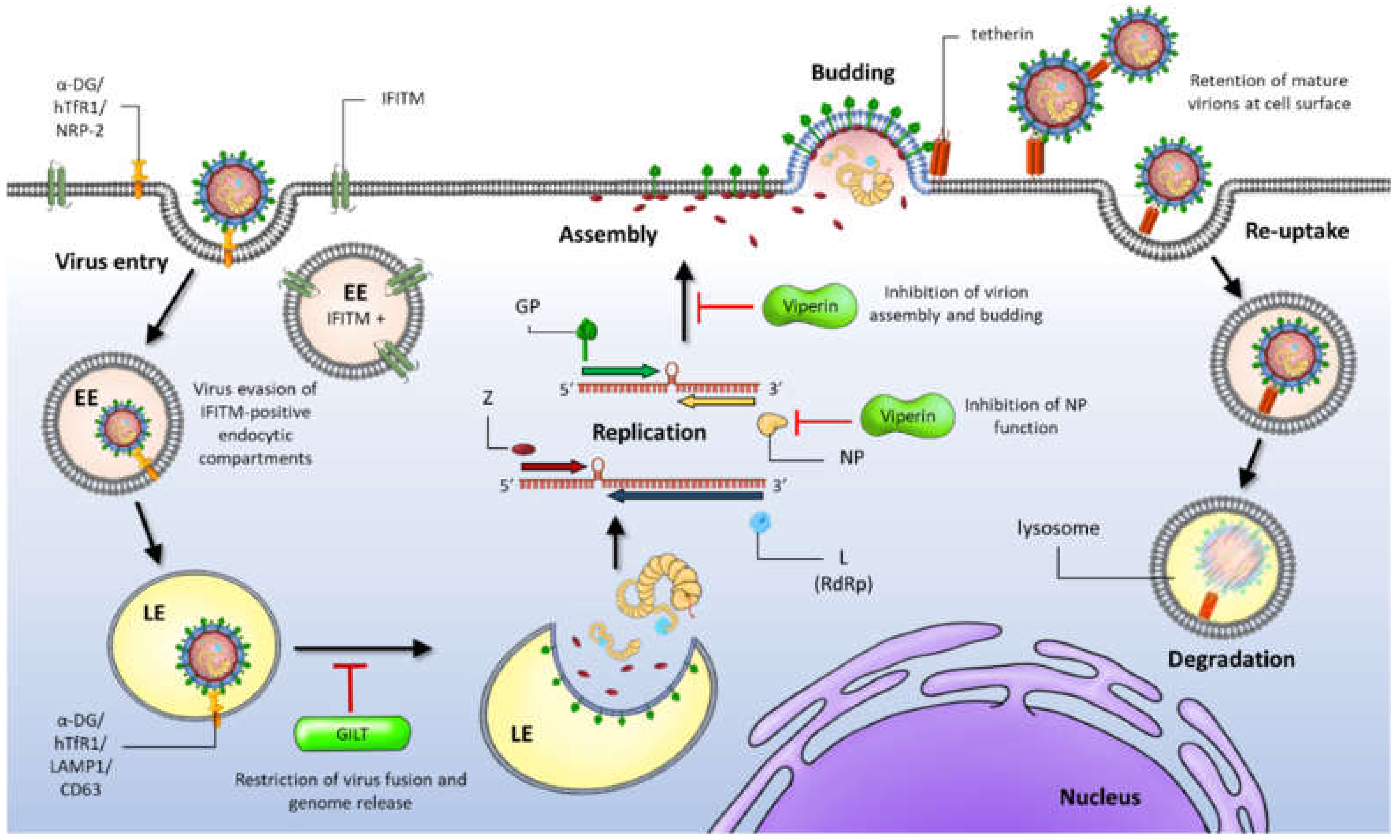
Figur 3. Figuren visar arenavirusets replikationscykel från infektion av värdcellen till frisättning av nysyntetiserade virioner.

Mammarenavirus infekterar celler genom receptormedierad endocytos där en vesikel i målcellens plasmamembran omger viruset (Figur 3). Inne i cellens cytoplasma frisätts virusets arvsmassa så att transkription och replikation kan initieras. L- och NP-proteinet translateras först från delar av L- respektive S-segment. Därefter replikerar virusets polymeras ett komplett antigenom där resterande delar av L och S blir mall för glykoproteiner och Z-proteiner. Detta beror på att delar av dessa virus genom har motsatt polaritet än människans genom och kan därför inte translateras direkt utan måste först transkriberas till en virus RNA-kopia med positiv polaritet. Syntetisering av virusets nya proteiner sker med hjälp av den infekterade cellens ribosomer. Nysyntesiserade virusproteiner och RNA-segment sätts sedan samman till nya virion. Detta sker vid cellens plasmamembran, där virusets glykoproteiner går genom membranet till den extracellulära sidan medan övriga komponenter samlas på insidan i cytosolen. Cellens plasmamembran blir därmed en del i det nya virionet. Slutligen frisätts nybildade viruspartiklar från den infekterade cellen som kan infektera nya celler.

## Epidemiologi
Flera virus i släktet Mammarenavirus kan infektera människa och ge upphov till svår sjukdom. Lassavirus och Lujovirus kan orsaka blödarfeber med blödningar i slemhinnor som kan leda till septisk chock och organkollaps. Lymfocytiskt koriomeningitvirus kan orsaka neurologisk sjukdom i form av meningit och encefalit.
Lassavirus upptäcktes först i södra Afrika, men fall av smitta har även förekommit i andra delar av världen. Huvudsaklig värd för viruset är en mus, Mastomys natalensis, men även andra gnagare kan fungera som värd för viruset. Infektion kan ske vid kontakt med infekterade gnagare via öppna sår, genom att äta infekterad mat eller inandning av kontaminerad luft.
Lassafeberviruset infekterar cirka 300 000 människor varje år, där flest smittas under torrperioden i Afrika. Man tror att detta beror på att möss vistas närmre människornas hushåll under denna period. Inkubationstiden för Lassafeber är vanligtvis 10 – 14 dagar. Symptom vid infektion varierar från milda till mycket svåra, som i allvarliga fall kan vara livshotande. Symptom vid sjukdom inkluderar huvudvärk, kroppssmärtor, illamående, yrsel, diarré, tinnitus och hosta. Tillfriskning börjar vanligtvis 8 – 10 dagar efter insjuknande och viruset går inte längre att upptäcka i blodet. Om man inte tillfrisknar och lider av att allvarligare fall av Lassafeber, kan sjukdomen leda till inre blödningar. Sjukdomen är även mycket allvarlig vid graviditet där det kan leda till fosterdöd eller missfall.

## Behandling
I dagsläget finns inget vaccin mot Lassafeber, men sjukdomen finns på WHO:s lista över prioriterade sjukdomar för utveckling av vaccin. Däremot används ett antiviralt preparat som kallas Ribavirin (Rib) som lindrar sjukdomens symptom och därmed dess dödlighet. Antikroppsterapi är en annan behandling, som har använts mot andra febersjukdomar orsakade av arenavirus och enligt studier gjorda på djur bör denna behandling även kunna fungera mot Lassafeber. Utveckling av mediciner mot Lassafeber går långsamt på grund av den begränsade marknaden.